# Erica Cipressa
Erica Cipressa (ur. 18 maja 1996 w Mirano) – włoska florecistka, srebrna medalistka olimpijska.
Na igrzyskach olimpijskich w Tokio Włoszki w składzie: Alice Volpi, Arianna Errigo, Martina Batini i Erica Cipressa zajęły trzecie miejsce w rywalizacji drużynowej. W zawodach indywidualnych nie wystartowała.
Zdobyła także złote medale indywidualnie i drużynowo na letniej uniwersjadzie w Neapolu w 2019 roku.
Jej ojciec, Andrea Cipressa, także był szermierzem.